# U-3 (1962)
U-3 (S182) – niemiecki okręt podwodny z okresu zimnej wojny. Zbudowany jako trzecia jednostka typu 201. W 1962 roku w ramach testów został wypożyczony Norweskiej Królewskiej Marynarki Wojennej, gdzie służył jako okręt szkolny. W 1964 roku zwrócony Deutsche Marine. Wycofany ze służby w 1967 roku.  

## Historia
Zamówienie na nowe okręty podwodne typu 201, przystosowane do działania głównie na płytkich wodach Morza Bałtyckiego, zostało złożone w stoczni HDW w Kilonii 16 marca 1959 roku. Rozpoczęcie budowy trzeciej jednostki serii, która otrzymała oznaczenie U-3 i znak taktyczny S182, miało miejsce 12 października 1960 roku. Do budowy okrętów typu 201 wykorzystano stal niemagnetyczną w celu ochrony przed działaniem min magnetycznych i zmniejszeniem podatności na wykrycie przez siły ZOP. Wodowanie nastąpiło 7 maja 1962 roku, wejście do służby w składzie Norweskiej Królewskiej Marynarki Wojennej miało miejsce 10 lipca 1962 roku . 
Norwegia wypożyczyła okręt i wykorzystywała go w celach szkolnych, w ramach testów przed planowanym zakupem partii 15 okrętów tego typu. Do sfinalizowania transakcji ostatecznie nie doszło m.in. z powodu wykrycia wad technologicznych kadłubów okrętów tego typu. 20 czerwca 1964 roku okręt został zwrócony Deutsche Marine, gdzie służył jako jednostka szkolna do 1967 roku, kiedy to został wycofany ze służby .